# Hard to Beat
Hard to Beat è un singolo del gruppo Hard-Fi, pubblicato nel 2005 come secondo estratto dall'album Stars of CCTV.
Ottiene ancor più successo di Cash Machine, il singolo precedente, tanto da raggiungere la posizione numero 9 nelle classifiche inglesi e la numero 80 in Germania, ed è stato presentato dal gruppo al Festivalbar 2006.

## Video
Il videoclip è stato realizzato prima in un pub inglese, successivamente anche in una discoteca, e vede protagonisti i membri della band, ognuno con una ragazza.